# Les Chavannes-en-Maurienne
Les Chavannes-en-Maurienne è un comune francese di 232 abitanti situato nel dipartimento della Savoia della regione dell'Alvernia-Rodano-Alpi.

## Società

### Evoluzione demografica
Abitanti censiti